# Бессин-сюр-Гартамп
Бесси́н-сюр-Гарта́мп (фр. Bessines-sur-Gartempe) — коммуна во Франции, находится в регионе Новая Аквитания. Департамент коммуны — Верхняя Вьенна. Главный город кантона Бессин-сюр-Гартамп. Округ коммуны — Беллак.
Код INSEE коммуны 87014.

## Население
Население коммуны на 2008 год составляло 2965 человек.
| 1962 | 1968 | 1975 | 1982 | 1990 | 1999 | 2008 |
| ---- | ---- | ---- | ---- | ---- | ---- | ---- |
| 3339 | 3417 | 2982 | 3011 | 2988 | 2743 | 2876 |

## Экономика
В 2007 году среди 1702 человек в трудоспособном возрасте (15-64 лет) 1283 были экономически активными, 419 — неактивными (показатель активности — 75,4 %, в 1999 году было 67,4 %). Из 1283 активных работали 1165 человек (636 мужчин и 529 женщин), безработных было 118 (54 мужчины и 64 женщины). Среди 419 неактивных 106 человек были учащимися или студентами, 140 — пенсионерами, 173 были неактивными по другим причинам.

## Достопримечательности
- Церковь Сен-Леже (XIII—XV века)
- Руины замка Моним (XIII—XV века)
- Мост Бонсом (XIII век)
- Крест Мортроль (XVIII век)

## Известные уроженцы
- Сюзанна Валадон (1865—1938) — французская художница, натурщица, мать художника Мориса Утрилло.
- Паскаль Севран[фр.] (1945—2008) — телеведущий, жил в Бессин-сюр-Гартамп.

## Фотогалерея

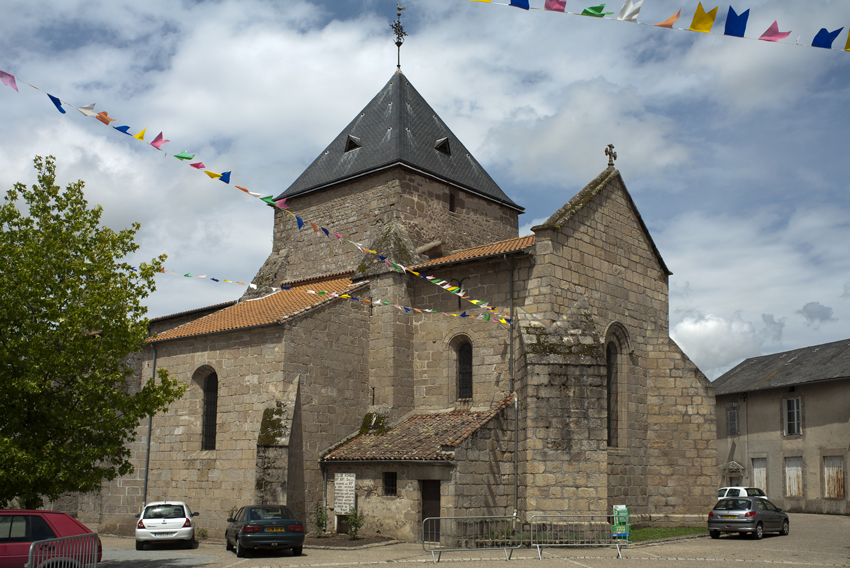
Церковь Сен-Леже
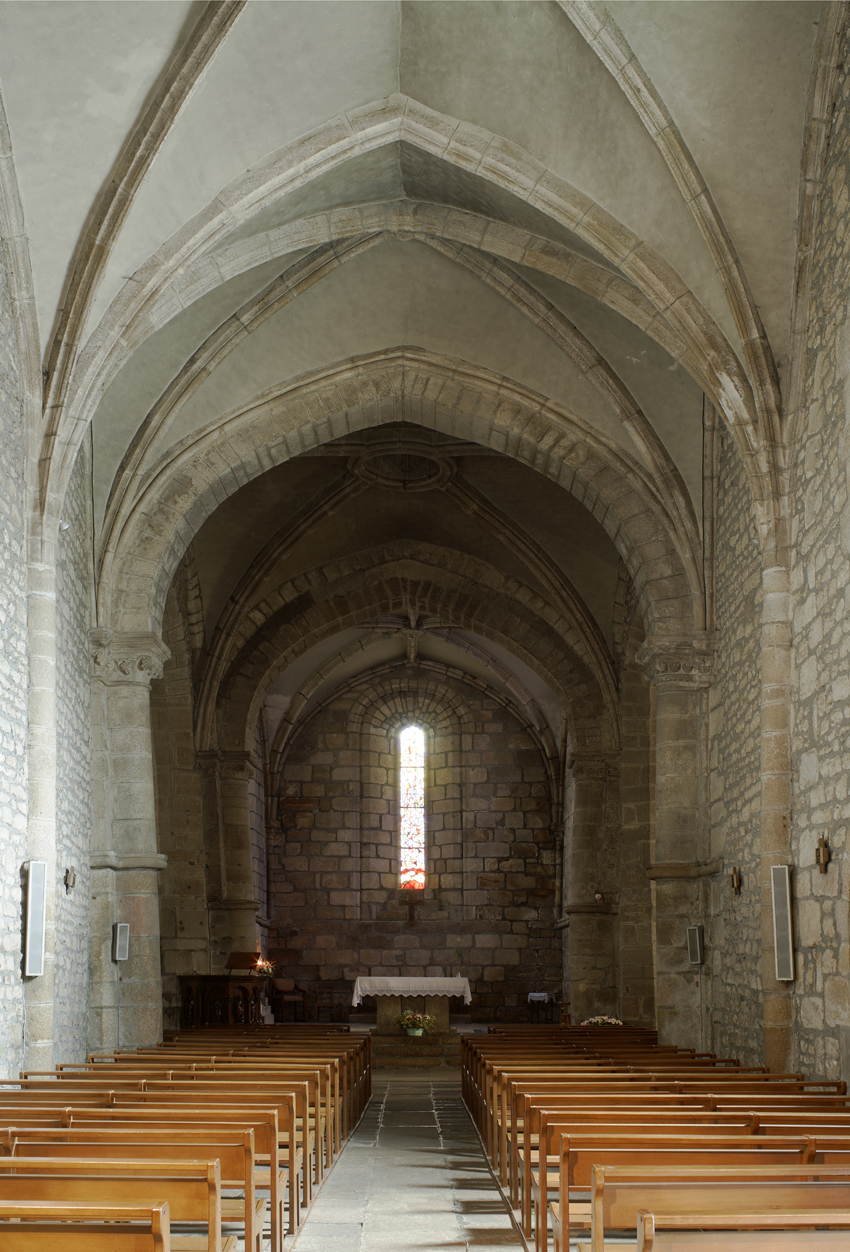
Церковь Сен-Леже (интерьер)
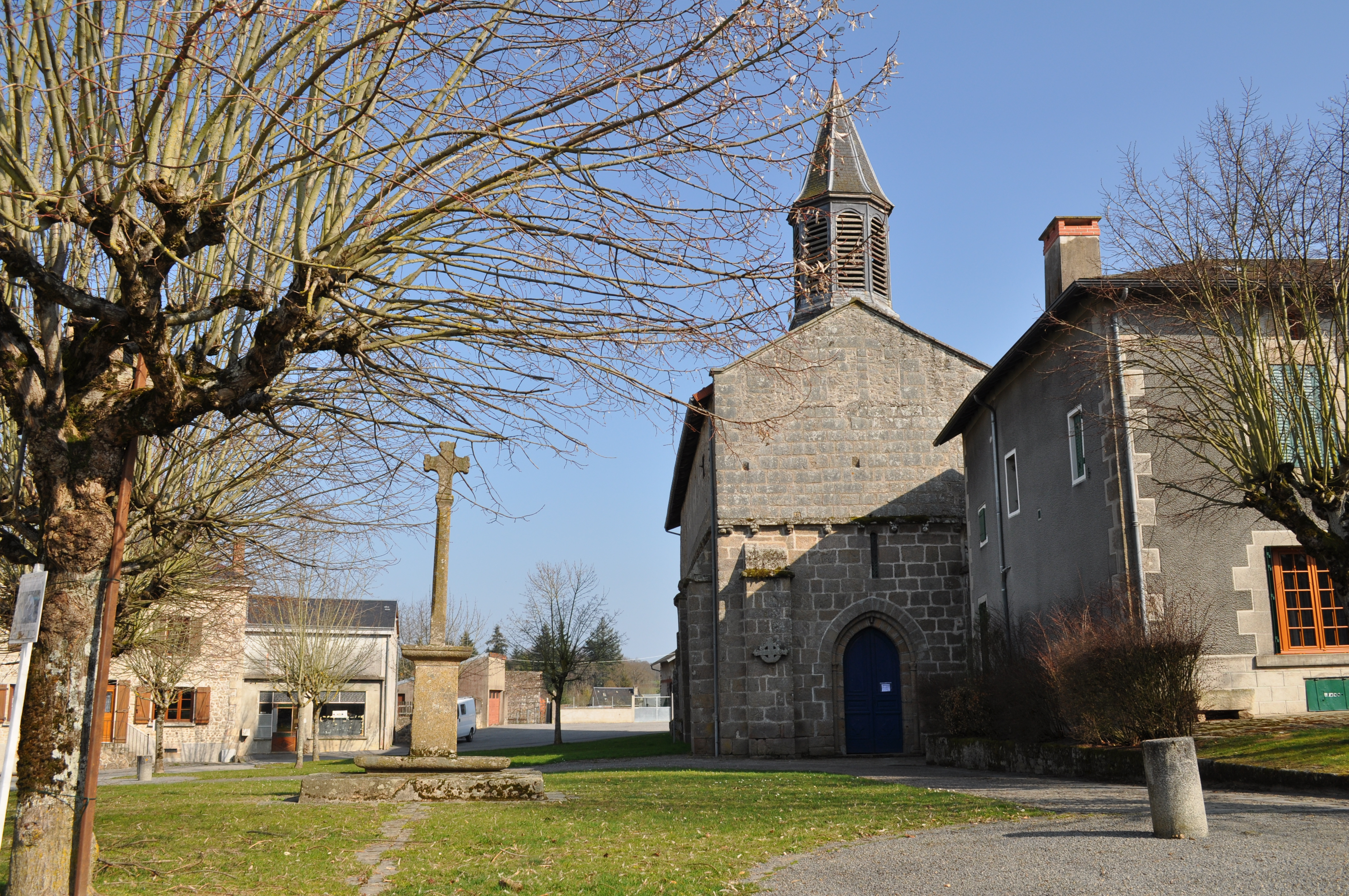
Церковь и крест Мортроль
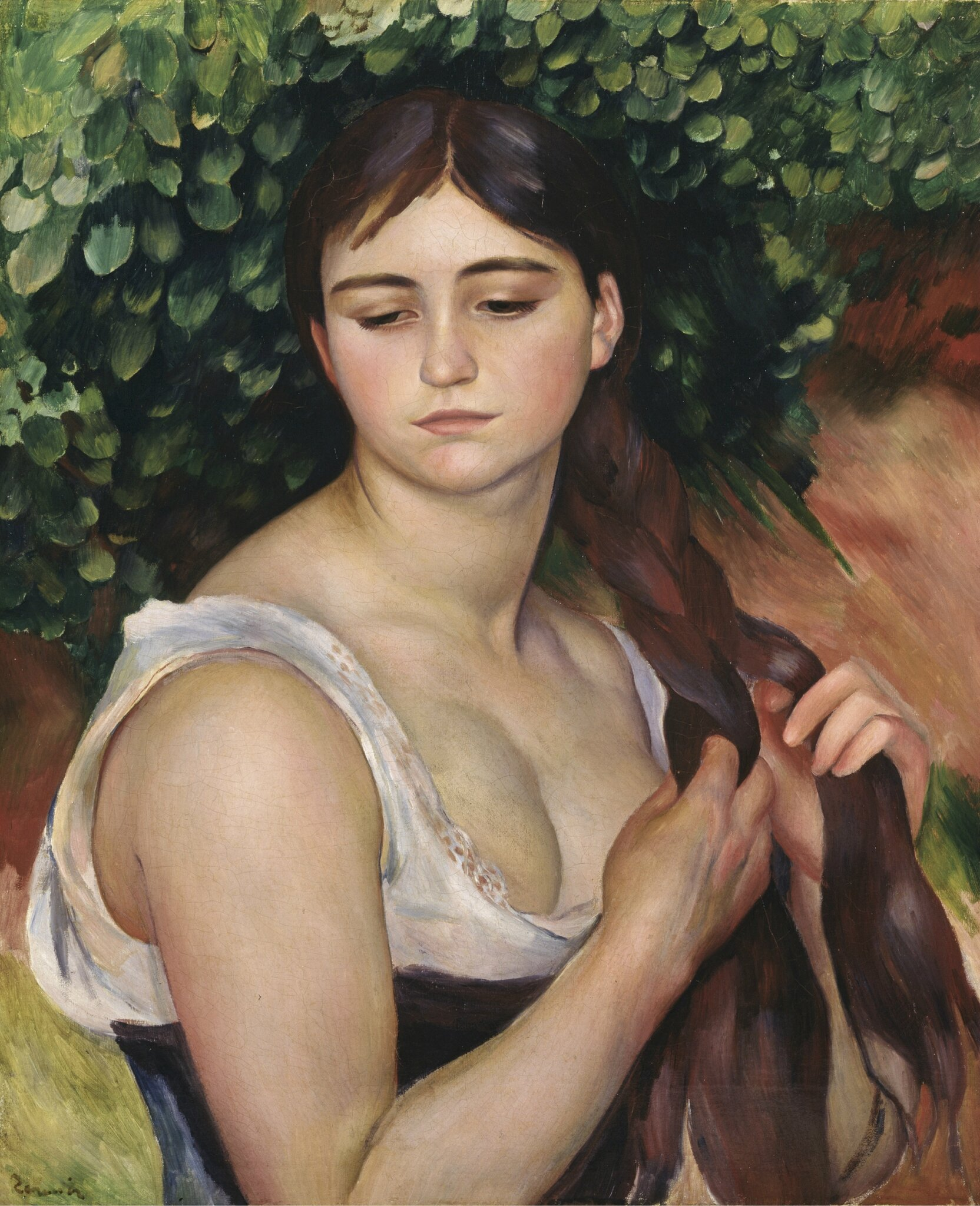
Портрет Сюзанны Валадон кисти Ренуара, 1885